# 頡鵬
頡鵬（？—？），號蒼孫，山西太原府祁縣人，軍籍，明朝政治人物。

## 生平
萬曆四十三年（1615年）乙卯科山西鄉試舉人，天啟二年（1622年）壬戌科二甲第二十四名進士。兵部觀政，授南京工部都水司主事，五年（1625年）升郎中，六年（1626年）調南京禮部郎中，出為徽州府知府。

## 家族
父頡光耀，封南京工部都水司主事。母范氏（封宜人）。妻趙氏（封宜人）。